# Il giorno del grande massacro
Il giorno del grande massacro (The Master Gunfighter) è un film statunitense del 1975 diretto da Tom Laughlin con il nome Frank Laughlin.
Si tratta del remake del film giapponese del 1969 Là dove volano i corvi (Goyôkin), diretto da Hideo Gosha.

## Trama
Inizio Ottocento, nella California non civilizzata della corsa all'oro, un possidente terriero deruba un vascello americano e uccide un gruppo di indios che hanno assistito al fatto. Suo cognato, testimone volontariamente impassibile, si esilia in Messico. Ma dopo qualche tempo torna e impedisce una nuova rapina.